# Дибгашинский сельсовет
Дибгашинский сельсовет  — административно-территориальная единица и муниципальное образование со статусом сельского поселения в Дахадаевском районе Дагестана Российской Федерации.
Административный центр — село Дибгаши.

## Население
| 2002  | 2010  | 2012  | 2013  | 2014  | 2015  | 2016  |
| ----- | ----- | ----- | ----- | ----- | ----- | ----- |
| 1377  | ↗1522 | ↘1508 | ↗1517 | ↗1524 | ↘1512 | ↘1505 |
| 2017  | 2018  | 2019  | 2020  | 2021  | 2023  | 2024  |
| ↘1491 | ↗1513 | ↘1499 | ↗1507 | ↘1433 | ↗1457 | ↘1453 |
| 2025  |       |       |       |       |       |       |
| ↗1454 |       |       |       |       |       |       |

## Состав
| № | Населённый пункт | Тип населённого пункта       | Население |
| - | ---------------- | ---------------------------- | --------- |
| 1 | Дибгаши          | село, административный центр | ↘978      |
| 2 | Ираки            | село                         | ↗455      |